# Dlžín
Dlžín este o comună slovacă, aflată în districtul Prievidza din regiunea Trenčín. Localitatea se află la altitudinea de 406 m deasupra n.m., se întinde pe o suprafață de 6,65 km2 și în 2017 număra 154 de locuitori.

## Istoric
Localitatea Dlžín este atestată documentar din 1272.

## Demografie
| An:                | 1994 | 2004    | 2014   | 2024    |
| ------------------ | ---- | ------- | ------ | ------- |
| Număr de persoane: | 214  | 187     | 176    | 146     |
| Diferență:         |      | −12,61% | −5,88% | −17,04% |

| An:                | 2023 | 2024   |
| ------------------ | ---- | ------ |
| Număr de persoane: | 152  | 146    |
| Diferență:         |      | −3,94% |